# ۱۲۸۵ (خورشیدی)
۱۲۸۵ هزار و دویست و هشتاد و پنجمین سال هجری خورشیدی سالی عادی است.

## رویدادها
- در این سال نیروهای امپراتوری عثمانی به فرمان والی بغداد به ایران حمله کردند که منجر به اشغال مناطقی از ایران شد (en). نیروهای عثمانی در نهایت توسط قوای امپراتوری روسیه در ۱۲۹۰ دفع شدند.
- فروردین – شورش مردم مشهد به دلیل گرانی نان و گوشت و کشته شدن حدود چهل نفر به دست عوامل آصف‌الدوله
- ۲۴ خرداد - تبعید سه تن از مشروطه‌خواهان (حاجی میرزا حسن رشدیه، مجدالاسلام کرمانی و میرزا آقا اسپهانی به کلات نادری به دستور عین‌الدوله
- ۱۴ مرداد - صدور فرمان مشروطیت توسط مظفرالدین‌شاه
- ۱۷ شهریور - توشیح نظامنامهٔ انتخابات (صنفی) توسط مظفرالدین‌شاه قاجار
- ۱۴ مهر - تأسیس اولین مجلس شورای ملی در ایران برابر با (۱۸ شعبان ۱۳۲۴ (قمری))
- ۱۲ دی - مظفرالدین‌شاه، پنجمین شاه دودمان قاجار پس از ۱۰ سال سلطنت در سن ۵۳ سالگی و تنها ۱۰ روز پس از امضای نخستین قانون اساسی ایران درگذشت.
- ۲۸ دی - محمدعلی‌شاه قاجار به تخت پادشاهی ایران تکیه زد و سلطنت او تا ۱۲۸۸ ادامه یافت.

## زادروزها
- ۳۰ خرداد - امین‌الله آندره حسین آهنگساز ایرانی ساکن فرانسه
- ۲ شهریور - پهلوان سید علی، پهلوان اول پایتخت
- ۲۵ اسفند - پروین اعتصامی، شاعر معاصر از نوادگان اعتصام الدوله نماینده تبریز در مجلس شورای ملی
- ۲۷ اسفند - بهرام آریانا، با نام اصلی حسین معتمدی منوچهری تنکابنی[۱] در پاریس) ارتشبد نیروی زمینی شاهنشاهی و فرمانده آن نیرو

تاریخ نامعلوم
- روح‌الله خالقی، آهنگساز ایرانی
- محمدحسین شهریار، شاعر ایرانی
- روح الله خاتمی، روحانی شیعه و مؤسس حوزه علمیه اردکان
- علی امینی، سیاستمدار و از نخست وزیران دوره پهلوی دوم
- عبدالوهاب اقبال، مالکان خراسان، استاندار کرمان، نماینده حوزه انتخابیه کاشمر در مجلس شورای ملی و نایب‌التولیه حرم فاطمه معصومه در قم

## درگذشتگان
- ۱۲ دی - مظفرالدین شاه: پنجمین شاه قاجار.